# Magie×Magie
「Magie×Magie」（マジーマジー）は、日本の声優・歌手である鬼頭明里の5枚目のシングル。2023年10月11日にポニーキャニオンから発売された。

## 音楽性

### Magie×Magie
表題曲であるこの楽曲は、テレビアニメ『お嬢と番犬くん』のエンディングテーマに使用された。
鬼頭がORESAMAの「オオカミハート」のような楽曲をリファレンスとして送り、「少女漫画のエンディングテーマにすごく合うと思っていた曲だったし、こういうおしゃれなサウンドのかわいらしい曲がいいなと思っていたんです」と語っている。ボーカルに関しては「可愛くし過ぎないようにしようと思いました。くどくなりすぎないように歌えたらいいなと思ったんです」と語ったうえで「女の子の健気さとか、おとなしい子が頭の中でいろいろぐるぐる考えてしまうような感じが出せたらいいなと思ったので、そこは意識して歌っています」とコメントしている。
シングル発売前日である2023年10月10日に、鬼頭がゲスト出演したラジオ番組『SCHOOL OF LOCK!』（TOKYO FM）にて、表題曲のオンエアを終えた直後に、パーソナリティの小森隼（こもり校長）が「女の子の恋する感じや、後ろでチュンチュン言ってるのがいいですね」「こんなに全振りで、“かわいい”みたいな感じは初ですか？」と問いかけた際、鬼頭は「なかなかないですね。史上最強に“かわいい”に全振りしています」とコメントし、続けて「声優人生で少女漫画作品の主役をやるのが1つの夢だったんです。キャラクターソングとはまた違って、物語の世界観全体を表現する感じですごく楽しかったです」と語っている。

### アフターグロウ
カップリング曲であるこの楽曲は切ない系の楽曲で、表題曲のテーマとは対となっている。鬼頭はYUIの「CHE.R.RY」のような楽曲をリファレンスとして送り、「切ない歌詞なんですけど、あまり切なくなり過ぎない曲調なのがすごく良くて、ボーカルもそのあたりはこだわって歌っています」と語っている。

## プロモーション
初回封入特典として、特定の販売店で購入した場合は先着で各チェーン店ごとに、ブロマイドや缶バッジなどの特典が配布された。
moraでは、2023年12月31日までに購入した人全員に、『mora限定 鬼頭明里 耳元ボイス』がダウンロードできるキャンペーンが実施された。
シングル発売前日である2023年10月10日に、特番『鬼頭明里「Magie×Magie」発売直前 YouTube LIVE』がYouTubeにて生配信された。

## シングル収録曲
| #         | タイトル                         | 作詞       | 作曲                  | 編曲                  | 時間  |
| --------- | -------------------------------- | ---------- | --------------------- | --------------------- | ----- |
| 1.        | 「Magie×Magie」                  | 高瀬愛虹   | 脇眞富(Arte Refact)   | 脇眞富(Arte Refact)   | 4:07  |
| 2.        | 「アフターグロウ」               | 真崎エリカ | 本多友紀(Arte Refact) | 水野谷怜(Arte Refact) | 4:04  |
| 3.        | 「Magie×Magie」(instrumental)    |            |                       |                       | 4:05  |
| 4.        | 「アフターグロウ」(instrumental) |            |                       |                       | 4:04  |
| 5.        | 「Magie×Magie」(TV Size Ver.)    |            |                       |                       | 1:30  |
| 合計時間: | 合計時間:                        | 合計時間:  | 合計時間:             | 合計時間:             | 17:50 |

| #  | タイトル                                   | 作詞 | 作曲・編曲 |
| -- | ------------------------------------------ | ---- | ---------- |
| 1. | 「Magie×Magie」(MUSIC VIDEO)               |      |            |
| 2. | 「Magie×Magie」(ジャケット・MV撮影 MAKING) |      |            |

## 参加ミュージシャン
| Magie×Magie - All Other Instruments & Programming：脇眞富(Arte Refact) | アフターグロウ - Guitar & Bass, Programming：水野谷怜(Arte Refact) |

## タイアップ
| # | 曲名            | タイアップ                                       | 出典  |
| - | --------------- | ------------------------------------------------ | ----- |
| 1 | 「Magie×Magie」 | テレビアニメ『お嬢と番犬くん』エンディングテーマ | [ 5 ] |

## チャート
| チャート                          | 最高 順位 | 出典  |
| --------------------------------- | --------- | ----- |
| オリコン 週間CDシングルランキング | 22        | [ 2 ] |
| Billboard Japan Hot Singles Sales | 21        | [ 3 ] |